# Saloma (opera)
Saloma (nem. Salome) je opera v enem dejanju Richarda Straussa. Libreta ni napisal nihče, pač pa je skladatelj uglasbil celotno dramsko besedilo Saloma Oscarja Wilda v nemškem prevodu Hedvige Lachmann. Wilde se vsebinsko v svoji poetični drami sklicuje na židovskega zgodovinarja Jožefa Flavija. Krstna uprizoritev je bila v dresdenski dvorni operi 9. decembra 1905. Delo je bilo v času nastanka zastavljeno zelo drzno. Kritika se dolgo ni poenotila glede kvalitete dela, vendar si je opera kmalu utrla pot med bolj prepoznavna Straussova odrsko-glasbena dela.
Prva slovenska uprizoritev Salome je bila decembra 1935 na odru ljubljanske Opere v prevodu, režiji in pod glasbenim vodstvom Nika Štritofa.

## Osebe
- Herod, tetrarh Judeje - tenor
- Herodijada, njegova žena - mezzosopran
- Saloma, njena hčerka, princesa Judejska - sopran
- Johanaan, prerok - bariton
- Narraboth, mlad Sirec - tenor
- Herodijadin paž - kontraalt
- Pet Židov - basi
- Dva Nazarenca - bas in tenor
- Dva vojaka - basa
- Kapadokijec - bas
- Suženj - tenor

## Vsebina
Godi se na terasi Herodove palače v Judeji.
Mladi sirijski stotnik Narraboth iz Herodove telesne straže stoji na terasi in opazuje princeso Salomo v slavnostni dvorani med veliko pojedino. K stotniku Narrabothu stopi mlad paž, ga posvari pred zapeljivko in opozarja, da je nevarno gledati lepo princeso, kajti zgodi se lahko nesreča. Iz vodnjaka, v katerem je zaprt prerok Johanaan, se zasliši glas o Kristusovem prihodu. Vojaki si začnejo pripovedovati o preroku, ki je živel v puščavi, imel učence in ki govori o strašnih rečeh. Tudi Herodov brat, prvi Herodiadin soprog, je bil več let zaprt v vodnjaku, nazadnje pa umorjen. Narraboth se za besede ne zmeni. Paž ponovno svari stotnika pred zapeljivo princeso. Saloma pride iz dvorane na teraso; zbežala je pred poželjivimi Herodovimi pogledi. Iz vodnjaka zasliši prerokov glas ter si zaželi videti tega človeka. Tetrarh pa je dal ukaz, da ne sme nihče govoriti z njim, niti videti zaprtega Johanaana. Stotnik Narraboth dolgo kljubuje Salomini želji, nazadnje pa se ukloni in kljub vladarjevi prepovedi ukaže vojakom privesti Johanaana. Prerok se pojavi na robu vodnjaka, kjer začne pridigati o nemoralni dvojici, in sicer o Herodu in Herodiadi in prerokuje, da ju bo zadela božja kazen. Johanaan ob tem zavrne in prekolne tudi pregrešno Salomo. Ko spozna mladi stotnik, da Saloma v svojih bolnih nagibih neprenehoma sili v Johanaana, si v obupu vzame življenje. Johanaan se vrne v temni zapor. Herod pride vinjen s spremstvom iz dvorane. Zahrepenel je po Salomi, ki je kljub prepovedi zapustila dvorano in šla na teraso. Med Herodom in njegovo ženo Herodiado se vname prepir, ki ga prekine šele prerokov glas iz vodnjaka. Herodiada zahteva, da prisilijo Johanaana k molku, ker jo neprestano opravlja. Herod se zoperstavi tej njeni želji, kajti še nikoli je ni imenoval z imenom. Nadalje trdi, da je Johanaan prerok, ki je gledal Boga, Židje pa se začno prepirati in trditi, da Johanaan ni prerok, Boga pa da je videl edinole prerok Elija. Dva Nazarenca sporočita o čudežu Mesije, ki je prišel. Spet se oglasi Johanaana, ki blati Herodiado in ji prerokuje strašen konec. Herod, da bi se iznebil mučnih misli, zaprosi Salomo, naj mu zapleše. Saloma ga sprva zavrne. Nato ji obljubi s prisego polovico kraljestva in vse, kar si poželi. Saloma odpleše ples sedmih tančic proti volji svoje matere; tetrarh je navdušen. Po plesu sprašuje Salomo, kakšno naj bo plačilo, ki ji ga je s prisego obljubil. Saloma zahteva na srebrnem pladnju Johanaanovo glavo. Zaman ji Herod ponuja vse svoje dragotine, če odstopi od te zahteve. Saloma pa zahteva, naj Herod drži prisego in ji izroči zahtevano glavo. Herod mora izdati ukaz in vojaki tetrarhove telesne straže Johanaana obglavijo. Salomi prinesejo na srebrnem pladnju prerokovo glavo. S perverzno naslado poljubi mrtve ustnice, v rokah drži odsekano glavo. Herodu se takšno početje gnusi, zato ukaže Salomo umoriti.